# THE Hit Man
『THE Hit Man』（ザ・ヒットマン）は、1995年10月17日から1998年3月31日まで中京テレビで放送された音楽番組。エイデンの一社提供。放送時間は毎週火曜 24:50 - 25:20（日本標準時）。
この項目では、1998年4月7日から同年9月29日まで同局で放送された後継番組『THE Hit Man 2』（ザ・ヒットマン・ツー）についても触れる。

## 概要

### THE Hit Man
『電波結社バババ団』の打ち切り以来、中京テレビで放送される若者向けの音楽番組は日本テレビからのネット受け番組のみという状態が続いていた。それから半年後の1995年10月、中京テレビは同じく東山タワーを送信所に持つFMラジオ局・ZIP-FMと提携し、平日深夜の時間帯に洋楽専門の音楽番組をスタートさせた。それがこの『THE Hit Man』である。
番組は主に、海外のミュージシャンたちがニューリリースした楽曲のプロモーションビデオを放送していた。また、名古屋地区における洋楽ランキング上位20位のカウントダウンや、ゲストミュージシャンへのインタビューVTRも放送していた。その合間合間には、ナビゲーターのジェイムス・ヘイブンスが大須のアクセサリーショップなどで音楽の話もろくにせずに三文芝居を繰り広げるフリートークコーナーを挿入していた。洋楽ランキングのコーナーでは、視聴者各々で翌週のTOP3を予想してその楽曲のCD3枚をゲットするクイズ企画も併せて実施していた。番組のラストには、その回でインタビューしたミュージシャンのサイン入りTシャツなどが貰える視聴者プレゼントコーナーを設けていた。
この番組ならではの特徴としては、ZIP-FMのミュージック・ナビゲーターが司会を務めていた点が挙げられる。この特徴は後継番組の『THE Hit Man 2』へは受け継がれなかったものの、後に中京テレビとZIP-FMが再び手を組んで製作した音楽番組『MUSIC RA-TE』で復活することになった。また、ZIP-FMは自社のミュージック・ナビゲーターを番組に派遣するだけでなく、洋楽ランキングの集計にも協力していた。

### THE Hit Man 2
放送開始から2年半後の1998年4月、番組は『THE Hit Man 2』と題してリニューアル。ナビゲーターにはテレビドラマでの活躍で全国的に知名度が高かった河相我聞を新たに起用し、ZIPのナビゲーターを起用していた頃とは違う路線を模索しはじめた。
しかし、この当時は中京テレビが日本テレビ系全国ネット番組の製作に力を注いでいた時期であり、この年を境に打ち切られるローカル番組は多かった。この番組もその例に漏れず、リニューアルからわずか半年後に打ち切られた。

## 出演者

### THE Hit Man
- ジェイムス・ヘイブンス
- ケン・マスイ
- 浅田真季 - マスイとの共演[2]。

### THE Hit Man 2
- 河相我聞

## スタッフ

### THE Hit Man
- ナレーション - 小林美穂子（当時中京テレビアナウンサー）
- 構成 - 柴田チコ
- 協力 - ZIP-FM 77.8、DiscStation
- 制作協力 - 中京ビデオセンター
- 制作・著作 - 中京テレビ